# Inintemeros
Inintimeros o Inintimaios (grec antic: Τιβέριος Ἰούλιος Ἰνινθίμηος, llatí: Tiberius Iulius Ininthimerus) va ser rei del Bòsfor. Era gerna de Cotis III del Bòsfor (227-229) i de Sauromates III (229-233).
Quan va pujar al tron Rescuporis III, fill de Cotis III, Inintimeros, probablement va ser associat al tron segons el costum (234-235). La usurpació de Farsanzes I, net de Rescuporis III, a qui segurament van ajudar els sàrmates, va suposar un parèntesi, però Inintimeros el va expulsar al cap d'uns mesos. L'any 239 el va succeir Rescuporis IV (fill de Rescuporis III i pare de Farsanzes I).